# James Lepowsky
James Lepowsky (né le 5 juillet 1944) est un mathématicien, spécialiste de théorie des représentations et de physique mathématique, professeur émérite à l'université Rutgers, dans le New Jersey. Il est principalement connu pour avoir construit en 1988, dans le cadre d'un travail en collaboration avec Igor Frenkel et Arne Meurman, l'algèbre vertex du Monstre (également connue sous le nom de module du Moonshine).

## Biographie (esquisse)
Lepowsky termine ses études secondaires au Stuyvesant High School en 1961, seize ans après Kostant. Il soutient son doctorat au Massachusetts Institute of Technology en 1970, sous la direction de Bertram Kostant et Sigurdur Helgason.
Avant d'être recruté à Rutgers, il enseigne à l'université Yale. Ses recherches actuelles portent sur les algèbres de Lie de dimension infinie et les algèbres d'opérateurs vertex. Il est l'auteur de plusieurs livres sur les algèbres vertex et des sujets connexes. Parmi ses étudiants en thèse figurent Stefano Capparelli, Yi-Zhi Huang, Haisheng Li, Arne Meurman et Antun Milas.
En 2012, il est élu membre de l'American Mathematical Society.